# Schwartauer Pfefferkuchenhaus

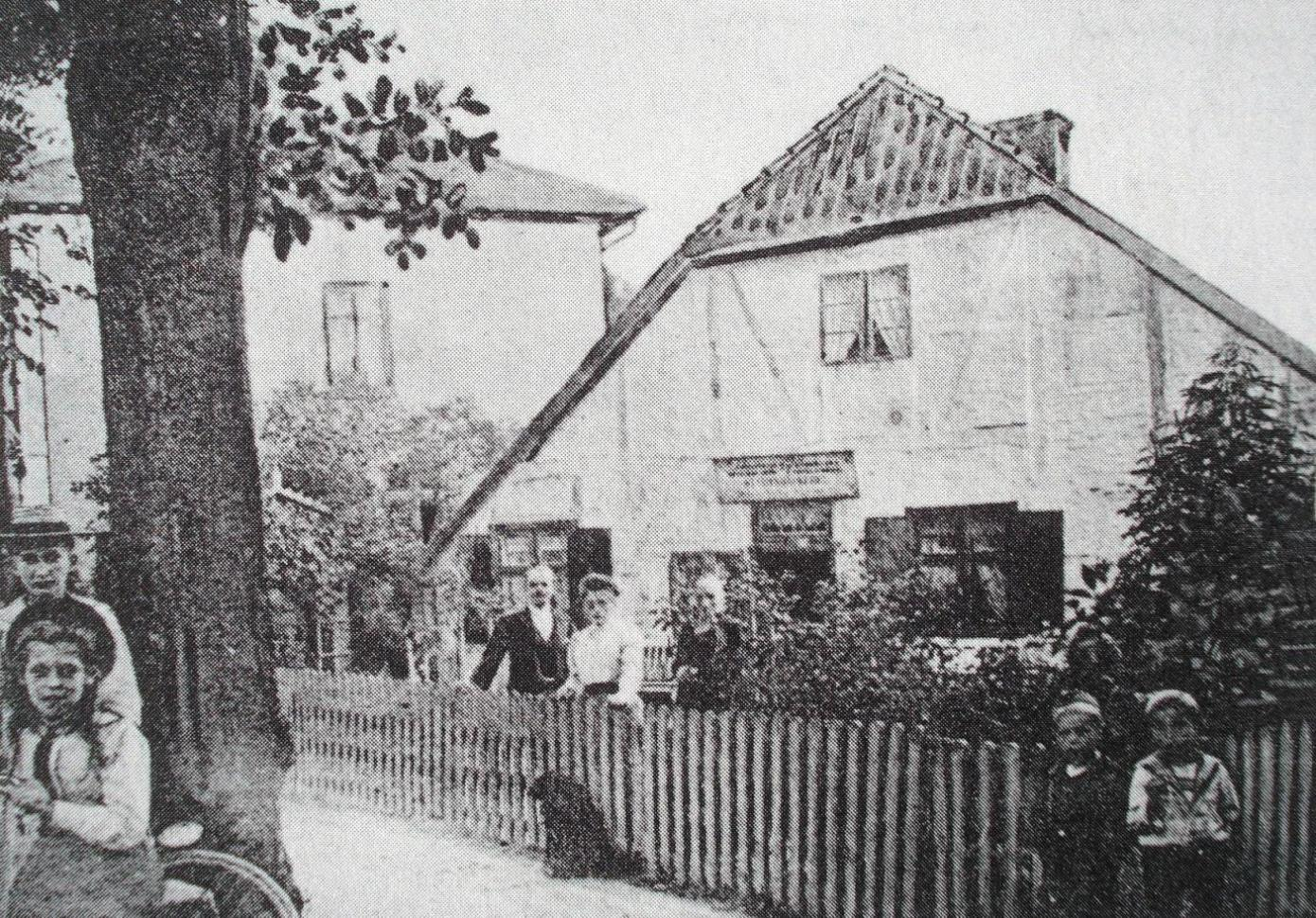
Das Schwartauer Pfefferkuchenhaus (Foto um 1900)

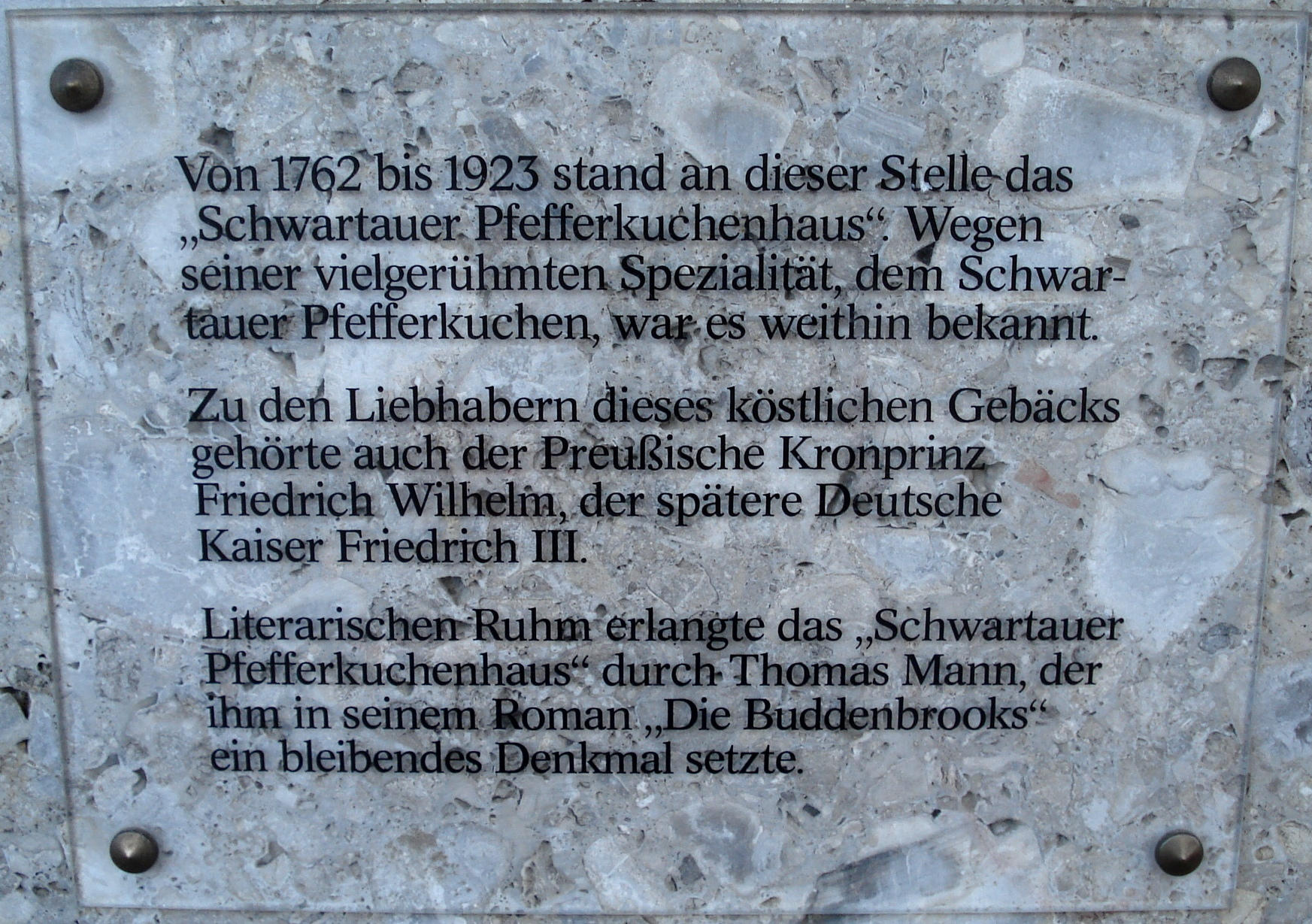
Gedenktafel am Gebäude Markt 11

Anzeigen für „Schwartauer Pfeffernüsse“ (1910)

Das Schwartauer Pfefferkuchenhaus war eine über drei Generationen betriebene Bäckerei in Bad Schwartau in Schleswig-Holstein. Deren Pfefferkuchen waren bei Ausflüglern sehr beliebt und überregional als Schwartauer Pfeffernüsse bekannt.
Das Gebäude der Bäckerei, ein Fachwerkhaus mit Krüppelwalmdach an der Südseite des Schwartauer Marktplatzes, existiert seit 1926 nicht mehr. An dem heute dort befindlichen Geschäftshaus befindet sich eine Erinnerungstafel. Zudem wird in der Adventszeit der Fachwerks-Grundriss des „Schwartauer Pfefferkuchenhauses“ als Adventskalender an dem Gebäude errichtet.
Das Schwartauer Pfefferkuchenhaus wurde von Thomas Mann in den Buddenbrooks (6. Abschnitt) literarisch verewigt: Bei einem Ausflug nach Schwartau kaufen die Buddenbrooks dort mehrere große „Düten voll Pfeffernüssen“. Bekannt wurde das Haus auch durch mehrfache Besuche des Kronprinzen Friedrich Wilhelm, des späteren Kaisers Friedrich III., u. a. 1845 mit seinem Hauslehrer Ernst Curtius, 1867 mit seiner Frau Victoria.
Ermutigt durch den Erfolg stellten auch andere Bäckereien in Bad Schwartau Pfeffernüsse her.